# Andreas Heusler (1834-1921)
 For alternative betydninger, se Andreas Heusler. (Se også artikler, som begynder med Andreas Heusler)
Andreas Heusler (født 30. september 1834 i Basel, død 2. november 1921 sammesteds) var en schweizisk retslærd. Han var søn af juristen Andreas Heusler (1802-1868) og far til filologen Andreas Heusler.
Heusler blev Dr. jur. 1856 i Berlin, 1859 privatdocent i Basel og 1863 ordentlig professor sammesteds. Hans juridiske evner tildrog sig snart regeringens opmærksomhed, 1859 udnævntes han til medlem af Basels civildomstol, 1860 og 1868 overdrogs det ham at udarbejde henholdsvis en borgerlig lovbog for Basel bg en forbundslov om eksekution og konkurs; udkastet til den første blev offentliggjort 1865, motiverne hertil 1868, men den Heusler her pålagte opgave måtte træde i skygge for den Huber tildelte mere omfattende og betydningsfulde at skrive en civilbog for hele Schweiz, et mål, der også blev nået ved Lovbogen af 10. december 1907. Som forfatter er Heusler nærmest beslægtet med Gierke; en energisk og tankefast ånd præger hans historisk-dogmatiske arbejder, således hans hovedværk Institutionen des Deutschen Privatrechts (I—II 1885 og 1886). Han har desuden skrevet Verfassungsgeschichte der Stadt Basel im Mittelalter (1860), Die Beschränkung der Eigentumsverfolgung bei Fahrhabe und ihr Motiv im deutschen Rechte (1871), Der Ursprung der deutschen Stadsverfassung (1872), Die Gewere (1872), også et af Heuslers ypperste skrifter, Deutsche Verfassungsgeschichte (1905) og en del akademiske arbejder, ofte med Basels forhold til emne, afhandlinger i tidsskrifter, blandt andet i det af ham udgivne Zeitschrift für schweizerisches Recht. 1892—1916 har Heusler udgivet 13 hefter Rechtsquellen des Kantons Tessin.